# Hrabství Rietberg
Rietberské hrabství nebo Hrabství Rietberg (německy Grafschaft Rietberg) je někdejší historické území v rámci Svaté říše římské. Rozkládalo se na horním toku Emže ve Vestfálsku, na pohraničním území knížecího biskupství Paderborn a Münster. V letech 1237–1807 existoval jako samostatný územní celek.

## Historie

Raný znak hrabství Rietberg

Větev hrabat z Rietbergu vznikla rozdělením hraběcího rodu Arnsbergu. Při dělení panství mezi Gottfriedem III. z Arnsbergu a Konrádem I. z Cuyk-Arnsbergu dostal Konrád skrze smlouvu o odstupném a o dělení z 1. září 1237 severně od Lippe ležící části hrabství Arnsberg. Ty pak prohlásil za svrchovaný stát a pojmenoval je podle hradu Rietberg založeného okolo roku 1100 na Emži „Grafschaft Rietberg“. Konrád I. hrabě z Rietbergu rezignoval roku 1263/64 z důvodu ztráty politického významu svého hrabství a stal se rytířem německého řádu. Zemřel okolo roku 1284.

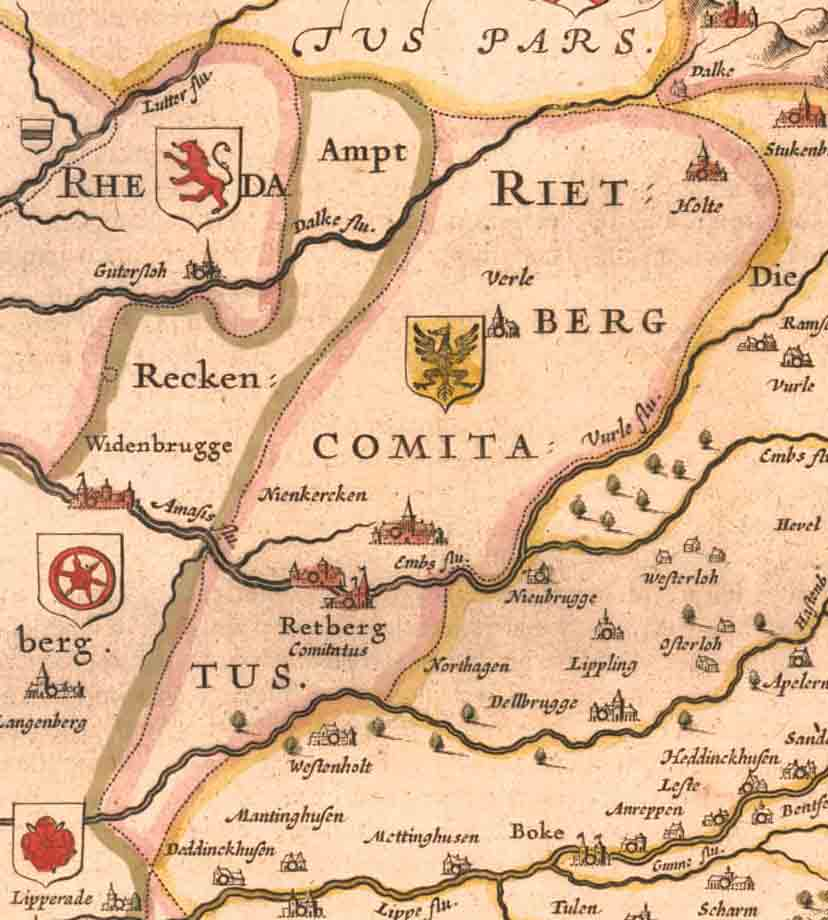
Historická mapa hrabství Rietberg

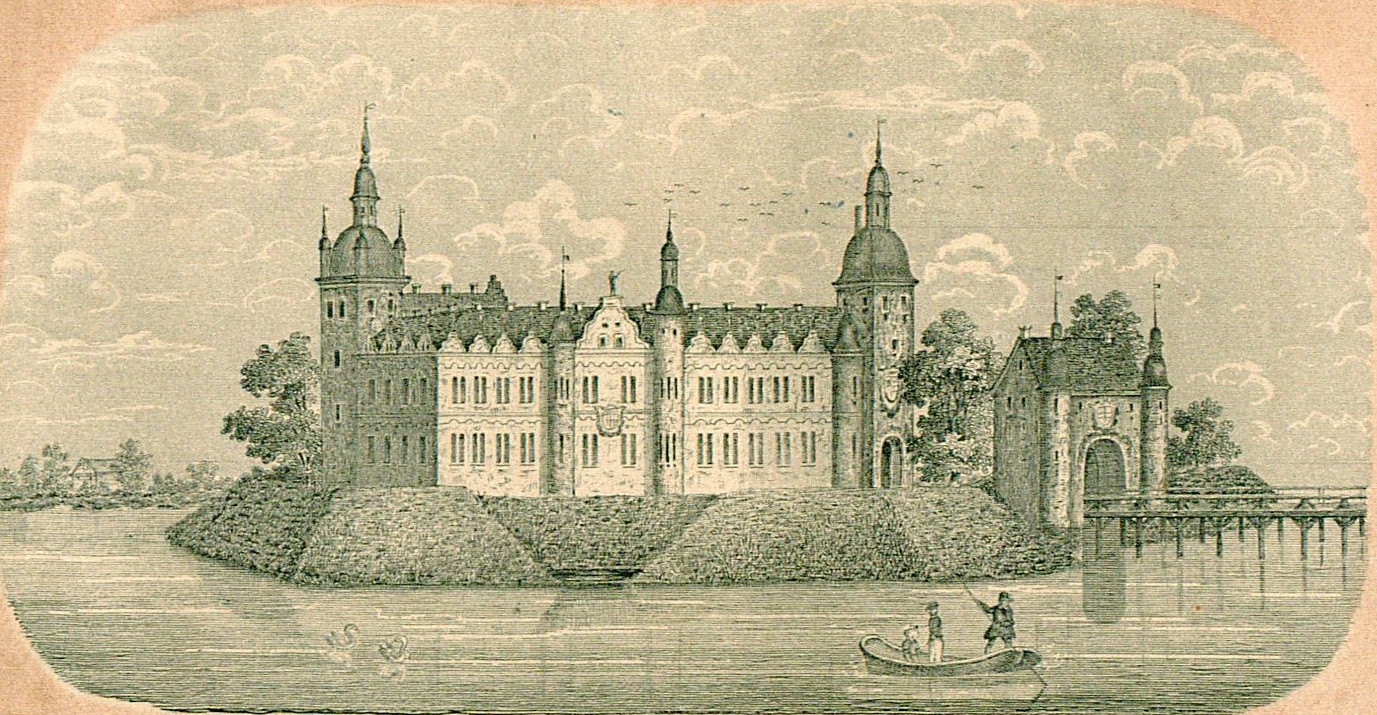
Někdejší hraběcí zámek Eden u Rietbergu

Přibližně od roku 1100 byl Rietberg nezávislým německým územím a tím zůstal až do roku 1807. Ve středověku bylo hrabství Rietberg velmi malým státem. Nicméně měl Rietberg vlastní vojsko, vlastní měnu a vlastní zákony. Dokonce zde byla v malém měřítku i nezávislá cizinecká policie. Až do 17. století razil Rietberg vlastní mince. Do 18. století vláda sídlila v paláci ze 14. století.
Na počátku 19. století byl palác stržen, neboť již neplnil svůj účel. Pouze kaple sv. Jana Nepomuckého z roku 1748 je možno vidět dodnes.
V roce 1807 se Rietberg stal součástí nově vzniklého Vestfálského království, po jeho zániku pak od roku 1815 náležel na trvalo k Prusku. 

### Současnost
V současné době je oficiálním dědičným nositelem titulu hraběte z Rietbergu kníže z Lichtenštejna, titul tedy pokračuje v osobě knížete Hanse Adama II.

## Podobné
Seznam hrabat z Rietbergu
Současným hrabětem z Rietbergu je lichtenštejnský kníže Hans Adam II.